# ديبورا هوتون
ديبورا هوتون (بالإنجليزية: Deborah Hutton) هي محرِّرة وعارضة أسترالية، ولدت في 20 ديسمبر 1961 في فريملي في المملكة المتحدة.

## وصلات خارجية
- الموقع الرسمي
- ديبورا هوتون على موقع IMDb (الإنجليزية)